# Сидоренко Іван Ілліч
Іван Ілліч Сидоренко (нар. 19 жовтня 1907 — пом. 6 серпня 1984) — молодший сержант Червоної армії часів Другої світової війни, командир відділення 1-ї стрілецької роти 31-ї стрілецької дивізії 46-ї армії, Герой Радянського Союзу (1944).

## Життєпис
Народився 19 жовтня 1907 року у м. Куп'янськ Харківської області в робітницій родині. Українець. Отримав початкову освіту. Працював на цегляному заводі, механічній майстерні.

## Друга світова війна
У РСЧА з жовтня 1941 року, з листопада 1941 у дієвій армії. Воював на Південному, Закавказькому, Північно-Кавказькому, Південно-Західному та Степовому фронтах. Особливо відзначився при форсуванні Дніпра.
Під час боїв 26 серпня 1943 року на Харківщині встановиив міномет на пряму наводку та знищив дві вогневі точки супротивника, за що отримав Медаль «За відвагу»..
У ніч на 27 вересня 1943 року І. І. Сидоренко разом зі своїм відділенням форсував річку в районі села Сошинівка Верхньодніпровського району та оволодів першою траншеєю супротивника, знищивши особисто до 10 ворожих солдат. У подальших боях замінив пораненого командира взводу.
25 жовтня 1943 року взвод оволодів околицею села Кринички та захопивши позиції ворога, забезпечив просування батальйону.
У боях за звільнення Правобережної України отримав важне поранення. Після лікування у 1944 році демобілізований.

## Після війни
Жив у Куп'янську, працював на заводі. Помер 6 вересня 1984 року.